# Mistral
 Ovo je glavno značenje pojma Mistral. Za navođeni projektil zemlja-zrak pogledajte MISTRAL (projektil).
Mistral (franc. iz provansalskoga) je hladan, mahovit (naglo mijenja smjer i brzinu) i suh sjeverni ili sjeverozapadni vjetar koji puše na obalama sjeverozapadnoga dijela Sredozemnog mora (Provansa), osobito u dolini rijeke Rhône u Francuskoj, gdje može dosegnuti brzinu od 40 m/s (144 km/h).

## Objašnjenje
Mistral se značajno razlikuje od osvježavajućeg vjetra maestrala koji tijekom toplih dana puše na Jadranu s mora na kopno. S kojim postoji mogućnost zamjene zbog vrlo sličnog imena.
Provansalci poznaju 32 vjetra iz svih pravaca i mistral je vjetar koji puše direktno od sjeverozapada. Prvo, on može puhati vrlo nježno i podgrijati se preko kopnene mase i stoga je topao. Nakon nekoliko sati ili čak dana to može biti jaki ili vrlo jaki vjetar koji puše iz sjeverozapadne Francuske u mediteranskoj regiji. Tipično je vedro, plavo nebo, dobre vidljivosti, noću s impresivnim zvjezdanim nebom i značajnim padom temperature. On može danima puhati, te se događa tako učestalo da su stabla u dolini Rhône često savijena u smjeru vjetra prema jugu.
Mistral je po učinku i karakteru posve srodan vjetar buri, koji se kao habituelna pojava javlja na francuskoj i ligurskoj obali Sredozemnog mora.
On je stvoren pritjecanjem arktičkog zraka u Mediteran. Alpe i Pirineji oblikuju blokadu, tako da između ovih planina, polarni hladni zrak dolazi u dolinu Rhône. Uzrokujući ovim kanaliziranjem (jet-efekt), vjetrove visoke brzine od 50 - 75 km/h, vršno iznad 135 km/h. Osim toga, mistral je vrlo suh i izvlači vlagu iz tla, što značajno povećava opasnost od požara u Provansi.
Tipično mistralovo vrijeme se odlikuje visokim tlakom zraka iznad Biskajskog zaljeva, i prostorom niskog tlaka preko Italije. Ova situacija je često povezana s prodorima hladnog zraka sa sjevera, čiji glavni potisak djeluje preko Britanije do sjeverozapadnog Mediterana. Tamo hladni zrak susreće topliji mediteranski zrak. Ovo pruža povoljne uvjete za pojavu vrtloga niskog tlaka nedaleko od Genove — ciklone.
Ostali izvori opisuju mistral kao slučaj obrušavajućeg vjetra iz planina Središnjeg masiva, koji unatoč adijabatskom zagrijavanju ostaje hladan, jer utječe u topliji mediteranski zrak.
Jedan pokazatelj za vrlo iznenadni početak mistrala su vrlo upečatljivi lećasti oblaci.